# 芝菜科
芝菜科也叫冰沼草科，只有一属—芝菜属（冰沼草属）一种—芝菜（冰沼草），分布在北半球比较寒冷的地区，中国分布在东北和青海，是二级国家重点保护野生植物。

## 形态
冰沼草是细长的、多年生草本植物，高可达10至30厘米。主要生长在沼泽地带，有短的根茎。茎直立；叶线形，基部有鞘，交替在茎两侧。茎的下部还有已经死去的叶的鞘。
花两性，星状，3至6枚心皮，6枚花被裂片，黄绿色，排成总状花序，子房向上。
果实为蒴果，能够浮在水面上散布。每个果中含一至三枚淀粉丰富的种子。北美洲的芝菜的种子的形状与欧亚大陆的稍微不同，因此被一些学者看作是一个亚种。
以前的分类法一般都不承认是独立的科，放在水麦冬科中，1981年的克朗奎斯特分类法将其单独分为一个科，列在茨藻目中，2003年根据基因亲缘关系分类的APG II 分类法将其放在泽泻目下。

## 分布
芝菜仅生长在酸性的沼泽地里。它一般与沼苔草（Carex limosa）等植物伴生，在滋育湖形成不能踏上的草坪。
芝菜分布在北半球比较凉爽的地区，尤其是在东北欧和北美，此外在中欧和东亚也有隔离的分布。

## 外部链接

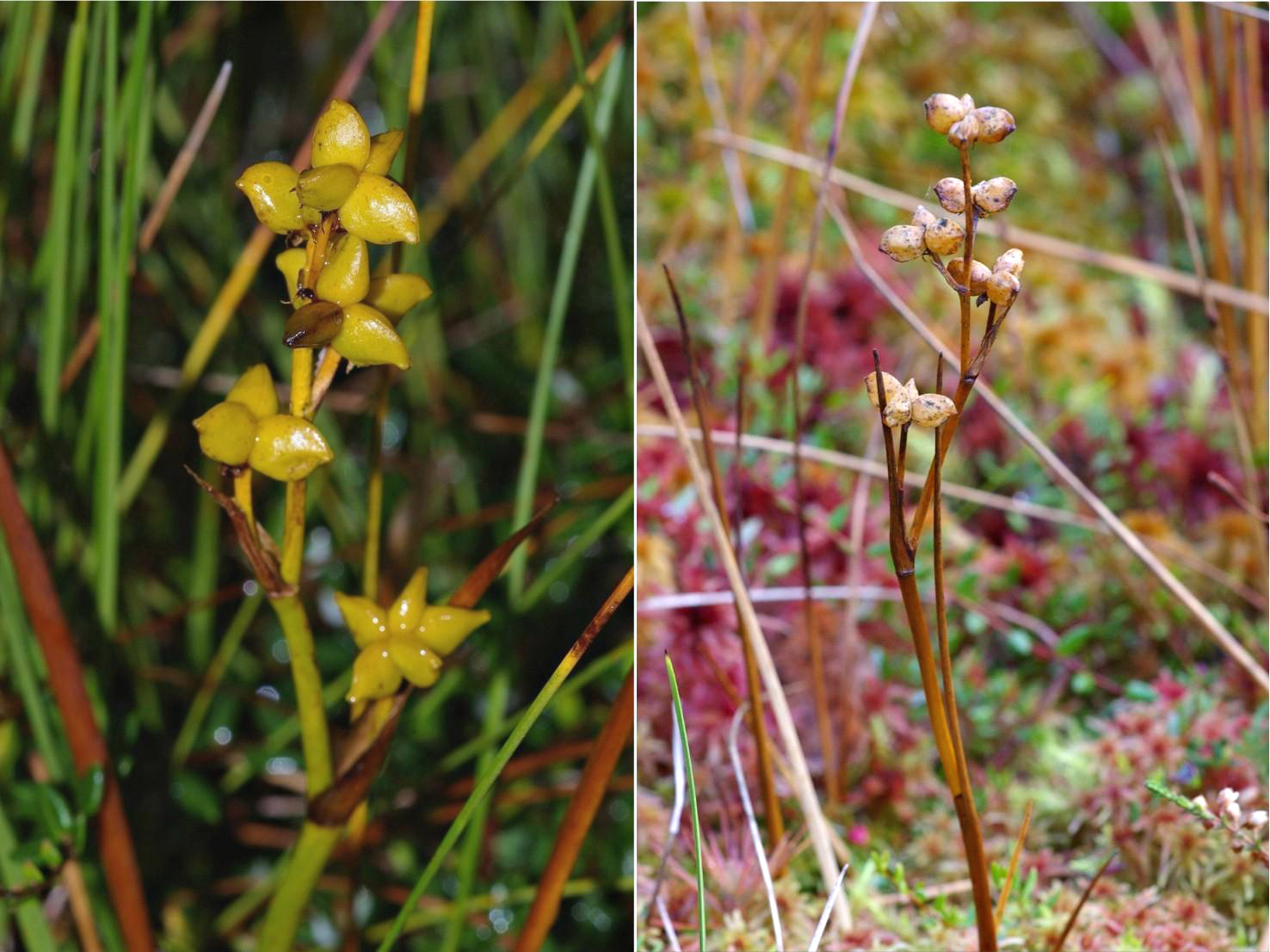
果实成熟和过分成熟的芝菜

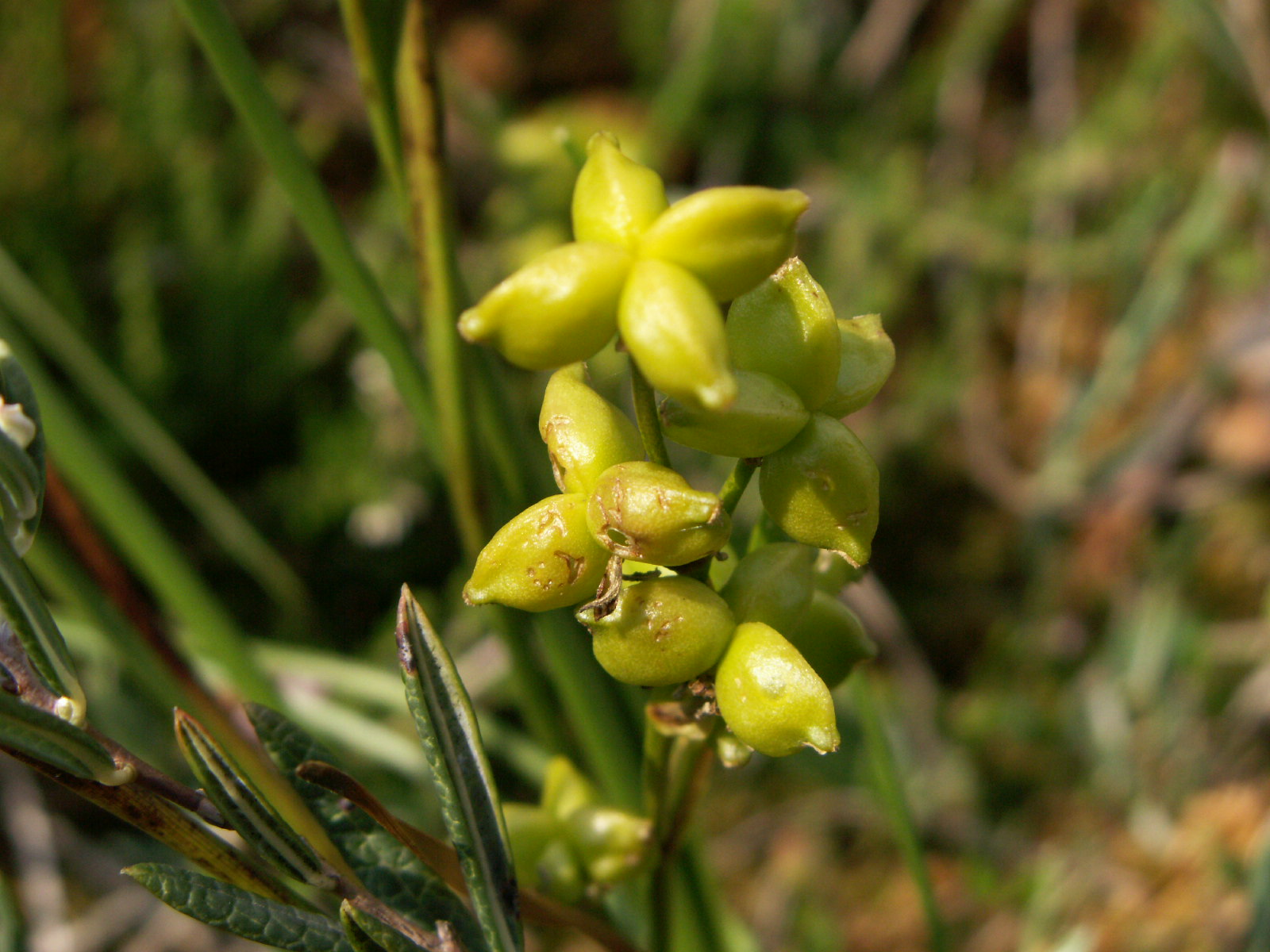
芝菜的蒴果

## 延伸阅读
[在维基数据编辑]
 《欽定古今圖書集成·博物彙編·草木典·芝部》，出自陈梦雷《古今圖書集成》